# Asienspiele 2014/Segeln
Bei den Asienspielen 2014 in Incheon, Südkorea wurden vom 24. September bis 1. Oktober 2014 14 Wettbewerbe im Segeln ausgetragen, je 6 für Frauen und Männer sowie 2 in der offenen Klasse.

## Männer

### 420
| Platz | Land | Athlet                                                 | Punkte |
| ----- | ---- | ------------------------------------------------------ | ------ |
| 1     | MAS  | Mohamad Faizal Bin Norizan Ahmad Syukri Bin Abdul Aziz | 17     |
| 2     | JPN  | Ibuki Koizumi Kotaro Matsuo                            | 23     |
| 3     | SIN  | Loh Jia Yi Yeo Jonathan                                | 36     |

Das Finale wurde am 30. September ausgetragen.

### Laser
| Platz | Land | Athlet                       | Punkte |
| ----- | ---- | ---------------------------- | ------ |
| 1     | KOR  | Ha Jeemin                    | 17     |
| 2     | MAS  | Khairulnizam Bin Mohd Afendy | 23     |
| 3     | SIN  | Cheng Xinru Colin            | 31     |

Das Finale wurde am 30. September ausgetragen.

### 470
| Platz | Land | Athlet                      | Punkte |
| ----- | ---- | --------------------------- | ------ |
| 1     | KOR  | Kim Changju Kim Jihoon      | 24     |
| 2     | JPN  | Kazuto Doi Kimihiko Imamura | 25     |
| 3     | CHN  | Lan Hao Wang Chao           | 35     |

Das Finale wurde am 30. September ausgetragen.

### Mistral
| Platz | Land | Athlet                   | Punkte |
| ----- | ---- | ------------------------ | ------ |
| 1     | HKG  | Cheng Kwok Fai           | 12     |
| 2     | THA  | Natthaphong Phonoppharat | 27     |
| 3     | CHN  | Shi Chuankun             | 36     |

Das Finale wurde am 30. September ausgetragen.

### RS:X
| Platz | Land | Athlet             | Punkte |
| ----- | ---- | ------------------ | ------ |
| 1     | CHN  | Wang Aichen        | 17     |
| 2     | HKG  | Leung Ho Tsun Andy | 30     |
| 3     | THA  | Ek Boonsawad       | 31     |

Das Finale wurde am 30. September ausgetragen.

### Optimist
| Platz | Land | Athlet          | Punkte |
| ----- | ---- | --------------- | ------ |
| 1     | KOR  | Park Sungbin    | 16     |
| 2     | SIN  | Kwok Raynn      | 36     |
| 3     | THA  | Suthon Yampinid | 37     |

Das Finale wurde am 30. September ausgetragen.

## Frauen

### 420
| Platz | Land | Athlet                                                | Punkte |
| ----- | ---- | ----------------------------------------------------- | ------ |
| 1     | SIN  | Lim Min Kimberly Siew Kiah Hui Savannah               | 18     |
| 2     | MAS  | Nuraisyah Binti Jamil Umi Norwahida Binti Sallahuddin | 23     |
| 3     | KOR  | Lee Nakyung Choi Seoeun                               | 29     |

Das Finale wurde am 30. September ausgetragen.

### 29er
| Platz | Land | Athlet                                  | Punkte |
| ----- | ---- | --------------------------------------- | ------ |
| 1     | THA  | Noppakao Poonpat Nichapa Waiwai         | 19     |
| 2     | SIN  | Low Rui Xi Priscilla Low Rui Qi Cecilia | 21     |
| 3     | IND  | Varsha Gautham Aishwarya Nedunchezhiyan | 25     |

Das Finale wurde am 30. September ausgetragen.

### RS:One
| Platz | Land | Athlet                 | Punkte |
| ----- | ---- | ---------------------- | ------ |
| 1     | CHN  | Weng Qiaoshan          | 20     |
| 2     | HKG  | Lo Sin Lam Sonia       | 23     |
| 3     | THA  | Kaewduang Ngam Siripon | 25     |

Das Finale wurde am 30. September ausgetragen.

### RS:X
| Platz | Land | Athlet                       | Punkte |
| ----- | ---- | ---------------------------- | ------ |
| 1     | HKG  | Chan Hei Man Hayley Victoria | 11     |
| 2     | CHN  | Sun Jiali                    | 22     |
| 3     | THA  | Sarocha Prumprai             | 33     |

Das Finale wurde am 30. September ausgetragen.

### Laser Radial
| Platz | Land | Athlet           | Punkte |
| ----- | ---- | ---------------- | ------ |
| 1     | CHN  | Zhang Dongshuang | 17     |
| 2     | JPN  | Doi Manami       | 22     |
| 3     | THA  | Kamolwan Chanyim | 36     |

Das Finale wurde am 30. September ausgetragen.

### Optimist
| Platz | Land | Athlet             | Punkte |
| ----- | ---- | ------------------ | ------ |
| 1     | SGP  | Lai Xuan Yi Jodie  | 22     |
| 2     | CHN  | Yu Huijia          | 26     |
| 3     | THA  | Kamonchanok Klahan | 26     |

Das Finale wurde am 30. September ausgetragen.

## Offene Klasse

### J80
| Platz | Land | Athlet |
| ----- | ---- | --- |
| 1     | SGP  | Soh Maximilian Kyan Tat Chan Andrew Paul Li Jian Kan Russell Tsung Liang Lim Zijie Christopher Wong Ming Ho Justin |
| 2     | KOR  | Park Gunwoo Chae Bongjin Cho Sungmin Kim Sungwok Yang Hoyeob                                                       |
| 3     | JPN  | Wataru Sakamoto Nobuyuki Imai Yasuhiro Okamoto Daichi Wada                                                         |

Das Finale wurde am 1. Oktober ausgetragen.

### Hobie-16
| Platz | Land | Athlet                            | Punkte |
| ----- | ---- | --------------------------------- | ------ |
| 1     | KOR  | Kim Keunsoo Song Minjae           | 18     |
| 2     | THA  | Darongsak Vongtim Kitsada Vongtim | 25     |
| 3     | HKG  | Tong Yui Shing Tong Kit Fong      | 27     |

Das Finale wurde am 30. September ausgetragen.

## Medaillenspiegel
| Platz  | Land                | Gold | Silber | Bronze | Gesamt |
| ------ | ------------------- | ---- | ------ | ------ | ------ |
| 1      | Südkorea            | 4    | 1      | 1      | 6      |
| 2      | Volksrepublik China | 3    | 2      | 2      | 7      |
| 2      | Singapur            | 3    | 2      | 2      | 7      |
| 4      | Hongkong            | 2    | 2      | 1      | 5      |
| 5      | Thailand            | 1    | 2      | 6      | 9      |
| 6      | Malaysia            | 1    | 2      | -      | 3      |
| 7      | Japan               | -    | 3      | 1      | 4      |
| 8      | Indien              | -    | -      | 1      | 1      |
| Gesamt | Gesamt              | 14   | 14     | 14     | 42     |